# Palazzo Clary

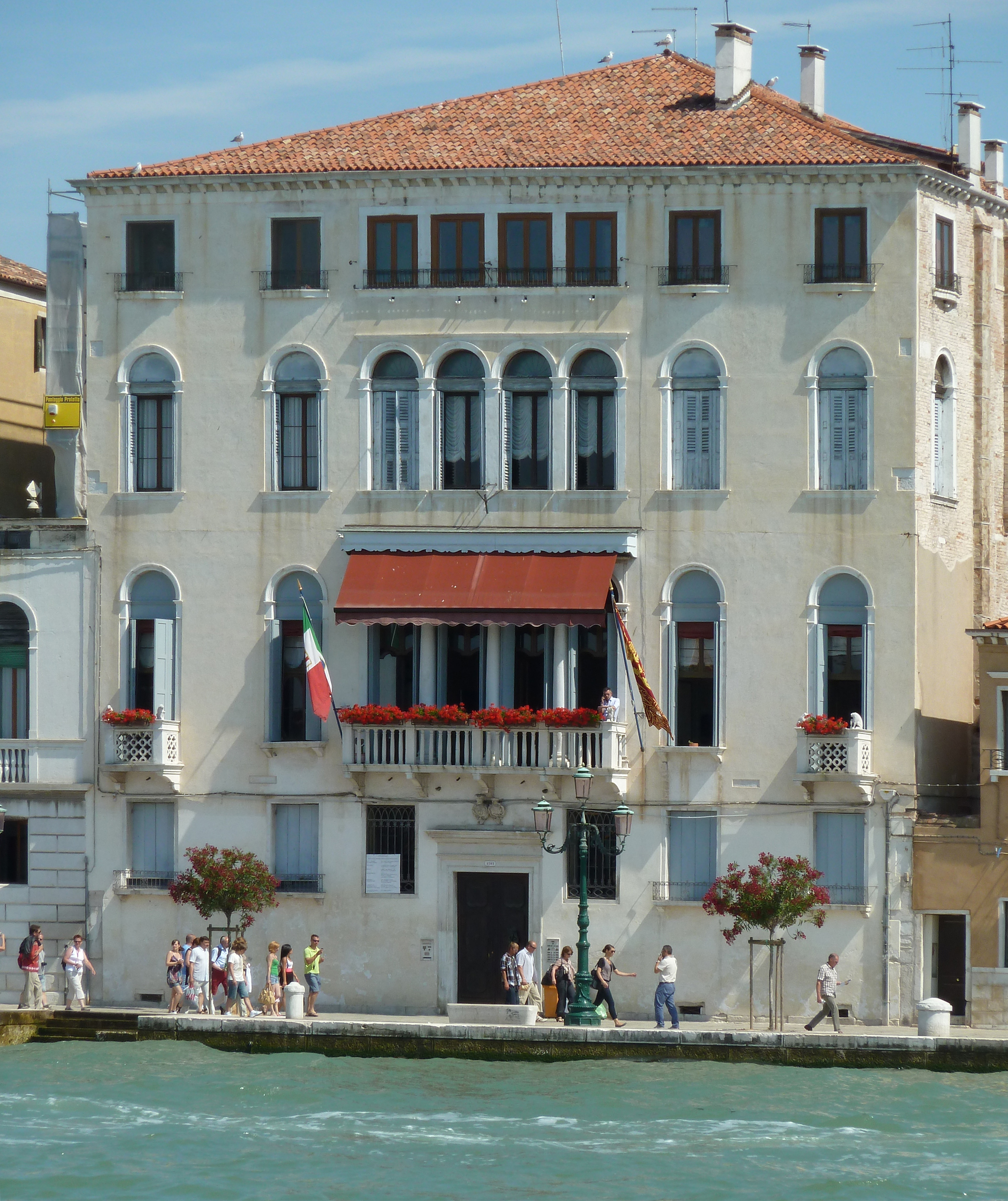
Il palazzo Clary-Ficquelmont

Palazzo Clary-Ficquelmont è un'architettura di Venezia, ubicata nel sestiere di Dorsoduro e affacciata sul Canale della Giudecca, poco a destra di Palazzo Giustinian Recanati.

## Storia
Costruito nel XVII secolo, a partire dal XIX secolo è divenuto proprietà della nobile famiglia franco-austriaca del conti di Ficquelmont poi dei loro eredi i principi austriaci di Clary e Aldringen (del castello di Teplice) che gli dà il nome.
Il secondo piano nobile era la sede storica del Consolato di Francia, dove era presente la 'linea rossa' (in lingua inglese red telephone oppure Moscow-Washington hotline) che collegava direttamente gli Stati Uniti d'America e la Russia (fino al 1991 Unione Sovietica). Questa linea di comunicazione doveva evitare il rischio di una guerra atomica per errore. 
La linea rossa fu attivata durante la guerra fredda il 30 agosto 1963 ed i messaggi trasmessi venivano criptati.

## Architettura
Importante facciata in stile tardo-rinascimentale, si sviluppa su tre piani, più mezzanino in sottotetto.
Al piano terra si apre un grande portale rettangolare, sovrastato da due stemmi appaiati scolpiti.
L'edificio presenta due piani nobili: il primo piano caratterizzato da aperture a tutto sesto, una coppia per lato di monofore, con al centro un'ampia quadrifora; sostenuta da colonnine di ordine ionico e dotata di balaustra in pietra abbellita da statuette rappresentanti leoni ed il secondo piano, celebre anche esser stato la sede storica del Consolato di Francia, con ancora le evidenze della presenza della linea rossa.
Il sottotetto, con piccole aperture quadrate disposte simmetricamente, è percorso in alto da cornicione dentellato.
Sul retro, dove si allungano due ali, che danno una pianta a U al palazzo, si trova un piccolo giardino racchiuso da mura, aperte sull'acqua da un arco e prospicienti il rio di Ognissanti.